# ジュピターエンタテインメント
ジュピターエンタテインメント株式会社（Jupiter Entertainment Co.,Ltd.）は、ケーブルテレビ・CS放送向けの2つのチャンネル、およびビデオ・オン・デマンドサービス「J:COMオンデマンド」（現・「J:COM STREAM」）を運営していたJCOMの100%出資子会社。

## 沿革
- 1989年（平成元年）
  - 3月 - 住友商事の子会社、株式会社ケーブル・ソフト・ネットワーク（CSN）設立。
  - 10月 - 「CSN エンターティメント・チャンネル」の通信衛星による配信を開始。
- 1993年（平成5年）- 米TCI[注釈 1]が資本参加。
- 1994年（平成6年）4月 - チャンネル名を「CSN1ムービーチャンネル」に変更。
- 1996年（平成8年）3月 - 住友商事とTCIによるジュピター・プログラミング（JPC、現・JCOM メディア事業部門）設立に伴い、その子会社となる。
- 2000年（平成12年）9月 - JPC、100%子会社の株式会社ララ・メディア設立。「LaLa TV」（現・「女性チャンネル♪LaLa TV」）放送開始。
- 2002年（平成14年）12月 - CSN、ララ・メディアと合併、社名をジュピターエンタテイメント株式会社に変更。
- 2004年（平成16年）
  - 2月 - CSN1ムービーチャンネルを現在の「ムービープラス」に変更[1]。
  - 5月 - ジュピター・テレコム、JPC、住友商事、リバティメディア・インターナショナルにより、ビデオ・オン・デマンド向けコンテンツ供給会社・ジュピターVOD株式会社設立。
- 2005年（平成17年）1月 - ジュピターVOD、「J:COMオンデマンド」サービス開始。
- 2006年（平成18年）8月 - J:COMなど一部のケーブルテレビ局向けにHDTVによる「ムービープラスHD」の放送開始。編成は従来のムービープラスと同一（サイマル放送）である。
- 2007年（平成19年）
  - 4月 - J:COMにてLaLa TVのHDTV版である「LaLa HD」放送開始（LaLa TVのサイマル放送）。
  - 11月 - ジュピターVOD（ジュピターテレコム100%出資）を合併。
- 2008年（平成20年）4月 - e2 by スカパー!（現・スカパー!）にてムービープラスHD、LaLa HDの放送を開始。
- 2012年（平成24年）1月 - LaLa TVが「女性チャンネル♪LaLa TV」、LaLa HDが「女性チャンネル♪LaLa TV （HD）」にそれぞれチャンネル名変更。
- 2018年（平成30年）11月 - WEBメディア「映画評論・情報サイトBANGER!!!（バンガー）」を設立。
- 2023年（令和5年）8月1日 - 本企業と旧ワーナーメディア系のターナージャパン、旧ディスカバリー系のディスカバリー・ジャパンが統合。「ディスカバリー・ジャパン」として運営することになった[2][3]。
- 2024年（令和6年）4月 - 「ディスカバリー・ジャパン」への事業譲渡が完了したため、解散[4]。